# Qualificazioni al campionato mondiale di calcio 2022 - UEFA - Fase a gironi, gruppo F

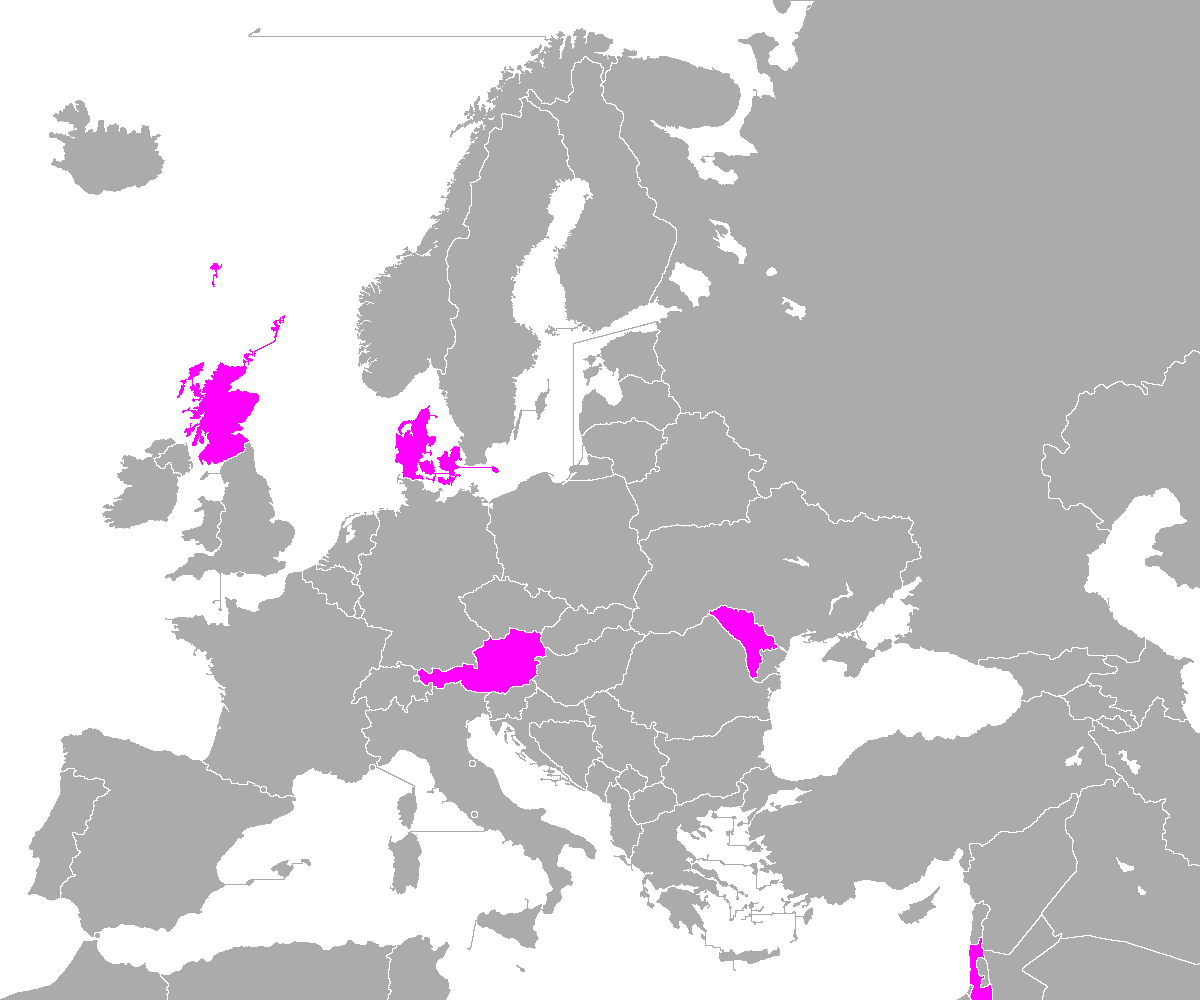
La posizione geografica delle nazionali partecipanti al gruppo

## Classifica
| Pos. | Squadra   | Pt | G  | V | N | P | GF | GS | DR  |
| ---- | --------- | -- | -- | - | - | - | -- | -- | --- |
| 1.   | Danimarca | 27 | 10 | 9 | 0 | 1 | 30 | 3  | +27 |
| 2.   | Scozia    | 23 | 10 | 7 | 2 | 1 | 17 | 7  | +10 |
| 3.   | Israele   | 16 | 10 | 5 | 1 | 4 | 23 | 21 | +2  |
| 4.   | Austria   | 16 | 10 | 5 | 1 | 4 | 19 | 17 | +2  |
| 5.   | Fær Øer   | 4  | 10 | 1 | 1 | 8 | 7  | 23 | -16 |
| 6.   | Moldavia  | 1  | 10 | 0 | 1 | 9 | 5  | 30 | -25 |

## Risultati

### 1ª giornata
| Arbitro: | Craig Pawson |

|  |           |                          |
|  | Marcatori | 13’ Braithwaite 67’ Wind |

| Arbitro: | Iwan Arwel Griffith |

|               |           |           |
| Nicolăescu 9’ | Marcatori | 83’ Olsen |

| Arbitro: | Carlos del Cerro Grande |

|                       |           |                    |
| Hanley 71’ McGinn 85’ | Marcatori | 55’, 80’ Kalajdžić |

### 2ª giornata
| Arbitro: | Aliyar Ağayev |

|                                                                                                  |           |  |
| Dolberg 19’ (rig.), 48’ Damsgaard 22’, 29’ Stryger Larsen 35’ Jensen 39’ Skov 81’ Ingvartsen 89’ | Marcatori |  |

| Arbitro: | Kateryna Monzul' |

|                                            |           |               |
| Dragović 30’ Baumgartner 37’ Kalajdžić 44’ | Marcatori | 19’ Nattestad |

| Arbitro: | Deniz Aytekin |

|            |           |            |
| Peretz 44’ | Marcatori | 56’ Fraser |

### 3ª giornata
| Arbitro: | Artur Soares Dias |

|  |           |                                            |
|  | Marcatori | 58’, 74’ Skov Olsen 63’ Mæhle 67’ Højbjerg |

| Arbitro: | Bojan Pandžić |

|          |           |                                                |
| Carp 29’ | Marcatori | 45+2’ Zahavi 57’ Solomon 64’ Dabour 66’ Natkho |

| Arbitro: | Trustin Farrugia Cann |

|                                     |           |  |
| McGinn 7’, 53’ Adams 60’ Fraser 70’ | Marcatori |  |

### 4ª giornata
| Arbitro: | Ovidiu Hațegan |

|                    |           |  |
| Wass 14’ Mæhle 15’ | Marcatori |  |

| Arbitro: | Dennis Higler |

|  |           |                                   |
|  | Marcatori | 12’, 44’, 90+2’ Zahavi 52’ Dabour |

| Arbitro: | Paul Tierney |

|  |           |                                    |
|  | Marcatori | 45+1’ Baumgartner 90+4’ Arnautović |

### 5ª giornata
| Arbitro: | Fran Jović |

|  |           |          |
|  | Marcatori | 85’ Wind |

| Arbitro: | Felix Zwayer |

|                                                    |           |                                |
| Solomon 5’ Dabour 20’ Zahavi 33’, 90’ Weissman 59’ | Marcatori | 42’ Baumgartner 55’ Arnautović |

| Arbitro: | Lawrence Visser |

|           |           |  |
| Dykes 14’ | Marcatori |  |

### 6ª giornata
| Arbitro: | Georgi Kabakov |

|  |           |                  |
|  | Marcatori | 30’ (rig.) Dykes |

| Arbitro: | Tobias Stieler |

|                                                                 |           |  |
| Poulsen 28’ Kjær 31’ Skov Olsen 41’ Delaney 58’ Cornelius 90+1’ | Marcatori |  |

| Arbitro: | Ricardo de Burgos |

|                        |           |                |
| Olsen 68’ Vatnsdal 72’ | Marcatori | 84’ Milinceanu |

### 7ª giornata
| Arbitro: | Szymon Marciniak |

|                                      |           |                      |
| McGinn 30’ Dykes 57’ McTominay 90+4’ | Marcatori | 5’ Zahavi 32’ Dabour |

| Arbitro: | Irfan Peljto |

|  |           |                         |
|  | Marcatori | 26’ Laimer 48’ Sabitzer |

| Arbitro: | João Pinheiro |

|  |           |                                                       |
|  | Marcatori | 23’ Skov Olsen 34’ (rig.) Kjær 39’ Nørgaard 44’ Mæhle |

### 8ª giornata
| Arbitro: | Ivan Kružliak |

|           |           |  |
| Mæhle 53’ | Marcatori |  |

| Arbitro: | Matej Jug |

|  |           |           |
|  | Marcatori | 86’ Dykes |

| Arbitro: | Andris Treimanis |

|                       |           |                  |
| Zahavi 28’ Dabour 49’ | Marcatori | 90+4’ Nicolăescu |

### 9ª giornata
| Arbitro: | Srđan Jovanović |

|  |           |                         |
|  | Marcatori | 38’ Patterson 65’ Adams |

| Arbitro: | Ovidiu Hațegan |

|                                                    |           |                       |
| Arnautović 51’ (rig.) Schaub 62’, 72’ Sabitzer 84’ | Marcatori | 33’ Bitton 59’ Peretz |

| Arbitro: | Radu Petrescu |

|                                             |           |           |
| Skov Olsen 18’ Bruun Larsen 63’ Mæhle 90+3’ | Marcatori | 89’ Olsen |

### 10ª giornata
| Arbitro: | Aleksandar Stavrev |

|                                                    |           |                |
| Arnautović 4’, 55’ (rig.) Trimmel 22’ Ljubicic 83’ | Marcatori | 60’ Nicolaescu |

| Arbitro: | Jérôme Brisard |

|                                           |           |                         |
| Dabour 30’ (rig.) Weissman 58’ Peretz 74’ | Marcatori | 62’ Vatnhamar 72’ Olsen |

| Arbitro: | Alejandro Hernández Hernández |

|                       |           |  |
| Souttar 35’ Adams 86’ | Marcatori |  |

## Statistiche

### Classifica marcatori
8 reti
- Eran Zahavi

6 reti
- Moanes Dabour

5 reti
- Marko Arnautović

- Joakim Mæhle

- Andreas Skov Olsen

4 reti
- Lyndon Dykes

- John McGinn

3 reti
- Christoph Baumgartner
- Saša Kalajdžić

- Klæmint Olsen
- Dor Peretz

- Ion Nicolăescu
- Che Adams

2 reti
- Marcel Sabitzer
- Louis Schaub
- Mikkel Damsgaard

- Kasper Dolberg
- Simon Kjær
- Jonas Wind

- Manor Solomon
- Shon Weissman
- Ryan Fraser

1 rete
- Aleksandar Dragović
- Konrad Laimer
- Dejan Ljubicic
- Christopher Trimmel
- Martin Braithwaite
- Jacob Bruun Larsen
- Andreas Cornelius
- Thomas Delaney
- Pierre-Emile Højbjerg
- Marcus Ingvartsen

- Mathias Jensen
- Christian Nørgaard
- Yussuf Poulsen
- Robert Skov
- Jens Stryger Larsen
- Daniel Wass
- Sonni Nattestad
- Meinhard Olsen
- Sølvi Vatnhamar
- Heini Vatnsdal

- Nir Bitton
- Bibras Natkho
- Cătălin Carp
- Nicolae Milinceanu
- Grant Hanley
- Scott McTominay
- Nathan Patterson
- John Souttar